# Leucauge ungulata
Leucauge ungulata är en spindelart som först beskrevs av Karsch 1879.  Leucauge ungulata ingår i släktet Leucauge och familjen käkspindlar. Inga underarter finns listade i Catalogue of Life.